# Torneo Clausura 2019 (Guatemala)
El Torneo Clausura 2019 fue el 40.º torneo corto del fútbol guatemalteco, finalizando la temporada 2018-19 de la Liga Nacional de Fútbol de Guatemala. Deportivo Chiantla y Deportivo Iztapa lograron su ascenso a la liga mayor porque ambos llegaron a la final tanto en el torneo Apertura 2017 y el torneo Clausura 2018 de la liga Primera División dándoles acceso directo sin necesidad de jugar un repechaje por el ascenso y así poder jugar el Torneo clausura 2019 de la liga mayor de Guatemala.

## Sistema de competición
El torneo se divide en dos partes:
- Fase de clasificación: Formado por los 132 partidos en las 22 jornadas disputadas.
- Fase final: Reclasificación a semifinales, semifinales y final

### Fase de clasificación
Los 12 equipos participantes jugarán una ronda clasificatoria de todos contra todos en visita recíproca, terminando en 22 fechas de 6 partidos cada una, para un total de 132 partidos clasificatorios. Se utiliza un sistema de puntos, que se presenta así:
- Por victoria, se obtendrán 3 puntos.
- Por empate, se obtendrá 1 punto.
- Por derrota no se obtendrán puntos.

Al finalizar las 22 jornadas, la tabla se ordenará con base en los clubes que hayan obtenido la mayoría de puntos, en caso de empates, se toman los siguientes criterios:
1. Puntos
2. Puntos obtenidos entre los equipos empatados
3. Diferencial de goles
4. Goles anotados
5. Goles anotados en condición visitante.

### Fase final
Mientras el primero y segundo lugar clasifican directamente a las semifinales, los cuatro equipos restantes se enfrentan en un playoff para obtener los últimos dos cupos a semifinales, de la siguiente manera:
3° vs 6°
4° vs 5°
Los equipos ganadores clasificarán a las semifinales, enfrentándose al primer y segundo lugar de la ronda clasificatoria, de la siguiente forma:
1° vs Peor ganador de los playoffs según la tabla del torneo
2° vs Mejor ganador de los playoffs según la tabla del torneo
Los clubes vencedores en los partidos de playoffs y semifinales serán aquellos que en los dos juegos anoten el mayor número de goles. De existir empate en el número de goles anotados, la posición se definirá a favor del club con mayor cantidad de goles a favor cuando actúe como visitante.
Si una vez aplicado el criterio anterior los clubes siguieran empatados, se observará la posición de los clubes en la tabla general de clasificación.
Los ganadores de las semifinales se enfrentarán en la Gran Final, disputándose a ida y vuelta, el mejor clasificado entre los finalistas jugará el último partido en su estadio.

## Equipos

### Equipos participantes
| Equipo         | Entrenador          | Ciudad                          | Estadio                | Capacidad | Fundación      | Patrocinador      | Uniforme       | Televisora |
| -------------- | ------------------- | ------------------------------- | ---------------------- | --------- | -------------- | ----------------- | -------------- | ---------- |
| Antigua GFC    | Juan Antonio Torres | Antigua Guatemala, Sacatepéquez | Pensativo              | 10 000    | 1959 (65 años) | Banrural          | Net Sportswear |            |
| Chiantla       | Marvin Hernández    | Chiantla, Huehuetenango         | Los Cuchumatanes       | 5 510     | 1980 (45 años) | Banrural          | Unitex         |            |
| Cobán Imperial | Fabricio Benítez    | Cobán, Alta Verapaz             | José Ángel Rossi       | 15 600    | 1936 (88 años) | Bantrab           | Demos Pro      |            |
| Comunicaciones | William Olivera     | Ciudad de Guatemala             | Doroteo Guamuch Flores | 30 000    | 1949 (75 años) | Bantrab           | Kappa          | Albavisión |
| Guastatoya     | Amarini Villatoro   | Guastatoya, El Progreso         | David Cordón Hichos    | 3 100     | 2010 (14 años) | Banrural          | Demos Pro      | Albavisión |
| Iztapa         | Francisco Melgar    | Iztapa, Escuintla               | Armando Barillas       | 10 750    |                | Banrural          | Nevimar        |            |
| Malacateco     | Ronald Gómez        | Malacatán, San Marcos           | Santa Lucía            | 9 500     | 1962 (62 años) | Muni Malacatán    | Nevimar        | Albavisión |
| Municipal      | Hernán Medford      | Ciudad de Guatemala             | El Trébol              | 10 000    | 1936 (88 años) | Pepsi             | Umbro          | Albavisión |
| Petapa         | Rafael Loredo       | San Miguel Petapa, Guatemala    | Julio A. Cóbar         | 7 500     | 1979 (45 años) | Banrural          | Freedom        |            |
| Sanarate       | Pablo Centrone      | Sanarate, El Progreso           | Municipal de Sanarate  | 3 500     | 1958 (67 años) | Cementos Progreso | Demos Pro      |            |
| Siquinalá      | Keny Colindres      | Siquinalá, Escuintla            | Mateo Sicay Paz        | 2 500     | 2004 (20 años) | Muni Siqui        | Milán          |            |
| Xelajú         | Ramiro Cepeda       | Quetzaltenango, Quetzaltenango  | Mario Camposeco        | 11,220    | 1942 (83 años) | Pepsi             | MR             |            |

### Equipos por departamento
| Departamento   | N.º | Equipos                           |
| -------------- | --- | --------------------------------- |
| Guatemala      | 3   | Comunicaciones, Municipal, Petapa |
| El Progreso    | 2   | Guastatoya, Sanarate              |
| Escuintla      | 2   | Siquinalá, Iztapa                 |
| San Marcos     | 1   | Malacateco                        |
| Alta Verapaz   | 1   | Cobán Imperial                    |
| Quetzaltenango | 1   | Xelajú                            |
| Sacatepéquez   | 1   | Antigua GFC                       |
| Huehuetenango  | 1   | Deportivo Chiantla                |

### Ascensos y descensos
Un total de 12 equipos disputarán la liga. La disputarán los 10 primeros clasificados de la Liga Nacional de Fútbol de Guatemala 2017-18, dos clasificados de la Primera División de Guatemala 2017-2018.
| Pos. | Descendidos de Liga Nacional de Fútbol de Guatemala 2017-18 |
| ---- | ----------------------------------------------------------- |
| 11°  | Club Social y Deportivo Suchitepéquez                       |
| 12°  | Deportivo Marquense                                         |

| Pos. | Ascendidos de Primera División de Guatemala 2017-2018 |
| ---- | ----------------------------------------------------- |
| 1º   | Deportivo Chiantla                                    |
| 2º   | Deportivo Iztapa                                      |

## Fase de clasificación
|                                  | Pos. | Equipos        | PJ | PG | PE | PP | GF | GC | Dif. | PTS | Clasificación        |
| -------------------------------- | ---- | -------------- | -- | -- | -- | -- | -- | -- | ---- | --- | -------------------- |
|                                  | 1º   | Antigua GFC    | 22 | 12 | 5  | 5  | 36 | 20 | +16  | 41  | Semifinales          |
|                                  | 2º   | Cobán Imperial | 22 | 12 | 4  | 6  | 35 | 25 | +10  | 40  | Semifinales          |
|                                  | 3º   | Comunicaciones | 22 | 11 | 6  | 5  | 32 | 14 | +18  | 39  | Acceso a semifinales |
|                                  | 4º   | Municipal      | 22 | 10 | 6  | 6  | 37 | 22 | +15  | 36  | Acceso a semifinales |
|                                  | 5º   | Malacateco     | 22 | 10 | 6  | 6  | 24 | 20 | +4   | 36  | Acceso a semifinales |
|                                  | 6º   | Guastatoya     | 22 | 9  | 8  | 5  | 27 | 16 | +11  | 35  | Acceso a semifinales |
|                                  | 7º   | Chiantla       | 22 | 8  | 6  | 8  | 21 | 25 | -4   | 30  |                      |
|                                  | 8º   | Xelajú MC      | 22 | 8  | 5  | 9  | 27 | 25 | +2   | 29  |                      |
|                                  | 9°   | Siquinalá      | 22 | 7  | 5  | 10 | 23 | 25 | -2   | 26  |                      |
|                                  | 10º  | Iztapa         | 22 | 7  | 4  | 11 | 21 | 28 | -7   | 25  |                      |
|                                  | 11º  | Sanarate       | 22 | 7  | 2  | 13 | 22 | 38 | -16  | 23  |                      |
|                                  | 12º  | Petapa         | 22 | 2  | 1  | 19 | 12 | 59 | -47  | 7   |                      |
| Actualización: 5 de mayo de 2019 |      |                |    |    |    |    |    |    |      |     |                      |

## Líderes individuales

### Trofeo Juan Carlos Plata
| N.º | Jugador               | Goles | Minutos Jugados | Equipo      |
| --- | --------------------- | ----- | --------------- | ----------- |
|     | Agustín Herrera Osuna | 11    | 1537            | Antigua GFC |
| 2   | William Zapata Brand  | 11    | 1687            | Sanarate    |
| 3   | Carlos Kamiani Félix  | 10    | 1201            | Xelajú      |

### Trofeo Josue Danny Ortiz
| N.º | Jugador             | Partidos | Goles | Promedio | Equipo         |
| --- | ------------------- | -------- | ----- | -------- | -------------- |
|     | Javier Irazún       | 22       | 14    | 0.63     | Comunicaciones |
| 2   | José Calderón Frías | 22       | 16    | 0.72     | Guastatoya     |
| 3   | Manuel Sosa         | 22       | 16    | 0.72     | Malacateco     |

## Fase Final
|  | Clasificación a Semifinales 8 y 9 de mayo (ida) 11 y 12 de mayo (vuelta) | Clasificación a Semifinales 8 y 9 de mayo (ida) 11 y 12 de mayo (vuelta) | Clasificación a Semifinales 8 y 9 de mayo (ida) 11 y 12 de mayo (vuelta) | Clasificación a Semifinales 8 y 9 de mayo (ida) 11 y 12 de mayo (vuelta) | Clasificación a Semifinales 8 y 9 de mayo (ida) 11 y 12 de mayo (vuelta) |  |  | Semifinales 15 y 16 de mayo (ida) 18 y 19 de mayo (vuelta) | Semifinales 15 y 16 de mayo (ida) 18 y 19 de mayo (vuelta) | Semifinales 15 y 16 de mayo (ida) 18 y 19 de mayo (vuelta) | Semifinales 15 y 16 de mayo (ida) 18 y 19 de mayo (vuelta) | Semifinales 15 y 16 de mayo (ida) 18 y 19 de mayo (vuelta) |  |  | Final 22 o 23 de mayo 25 o 26 de mayo (vuelta) | Final 22 o 23 de mayo 25 o 26 de mayo (vuelta) | Final 22 o 23 de mayo 25 o 26 de mayo (vuelta) | Final 22 o 23 de mayo 25 o 26 de mayo (vuelta) | Final 22 o 23 de mayo 25 o 26 de mayo (vuelta) |
|  |                                                                          |                                                                          |                                                                          |                                                                          |                                                                          |  |  |                                                            |                                                            |                                                            |                                                            |                                                            |  |  |                                                |                                                |                                                |                                                |                                                |
|  |                                                                          |                                                                          |                                                                          |                                                                          |                                                                          |  |  | 1                                                          | Antigua GFC                                                | 0                                                          | 2                                                          | 2                                                          |  |  |                                                |                                                |                                                |                                                |                                                |
|  | 3                                                                        | Comunicaciones                                                           | 0                                                                        | 1                                                                        | 1                                                                        |  |  | 4                                                          | Guastatoya                                                 | 1                                                          | 0                                                          | 1                                                          |  |  |                                                |                                                |                                                |                                                |                                                |
|  | 6                                                                        | Guastatoya                                                               | 1                                                                        | 1                                                                        | 2                                                                        |  |  |                                                            |                                                            |                                                            |                                                            |                                                            |  |  | 1                                              | Antigua GFC                                    | 1                                              | 1                                              | 2                                              |
|  |                                                                          |                                                                          |                                                                          |                                                                          |                                                                          |  |  |                                                            |                                                            |                                                            |                                                            |                                                            |  |  | 2                                              | Malacateco                                     | 0                                              | 0                                              | 0                                              |
|  |                                                                          |                                                                          |                                                                          |                                                                          |                                                                          |  |  | 2                                                          | Cobán Imperial                                             | 2                                                          | 0                                                          | 2                                                          |  |  |                                                |                                                |                                                |                                                |                                                |
|  | 4                                                                        | Municipal                                                                | 0                                                                        | 3                                                                        | 3                                                                        |  |  | 3                                                          | Malacateco                                                 | 2                                                          | 1                                                          | 3                                                          |  |  |                                                |                                                |                                                |                                                |                                                |
|  | 5                                                                        | Malacateco                                                               | 0                                                                        | 3                                                                        | 3                                                                        |  |  |                                                            |                                                            |                                                            |                                                            |                                                            |  |  |                                                |                                                |                                                |                                                |                                                |

### Clasificación a semifinales
Todos los horarios corresponden al UTC-6

#### Comunicaciones - Guastatoya
| 8 de mayo de 2019 14:30 | Guastatoya      | 1:0 (1:0) | Comunicaciones | Estadio David Cordón Hichos, Guastatoya             |                                                     |
|                         | José Corena 42' | Reporte   |                | Asistencia: 921 espectadores Árbitro(s): Ever López | Asistencia: 921 espectadores Árbitro(s): Ever López |

| 11 de mayo de 2019 20:00 | Comunicaciones     | 1:1 (1:1) | Guastatoya           | Estadio Doroteo Guamuch Flores, Ciudad de Guatemala |                                |
|                          | Carlos Estrada 22' | Reporte   | 45+1' Omar Domínguez | Asistencia: 3,156 espectadores                      | Asistencia: 3,156 espectadores |

Guastatoya clasifica con un global a favor de 2:1

#### Municipal - Malacateco
| 9 de mayo de 2019 12:00 | Malacateco | 0:0 (0:0) | Municipal | Estadio Santa Lucía, Malacatán                              |                                                             |
|                         |            | Reporte   |           | Asistencia: 1,337 espectadores Árbitro(s): Jonathan Polanco | Asistencia: 1,337 espectadores Árbitro(s): Jonathan Polanco |

| 12 de mayo de 2019 15:00 | Municipal                                                     | 3:3 (0:3) | Malacateco                                 | El Trébol, Ciudad de Guatemala |                                |
|                          | Frank de León 55' · Othoniel Arce 88' · Orlando Moreira 90+6' | Reporte   | 10' 32' Edward Santeliz · Enzo Herrera 22' | Asistencia: 5 353 espectadores | Asistencia: 5 353 espectadores |

Malacateco clasifica tras marcar tres goles como visitante.

### Semifinales

#### Antigua GFC - Guastatoya
| 16 de mayo de 2019 14:30 | Guastatoya        | 1:0 (0:0) | Antigua GFC | Estadio David Cordón Hichos, Guastatoya |                              |
|                          | Ángel Cabrera 71' |           |             | Asistencia: 920 espectadores            | Asistencia: 920 espectadores |

| 19 de mayo de 2019 11:30 | Antigua GFC | vs. | Guastatoya | Estadio Pensativo, Antigua Guatemala |  |

#### Cobán Imperial - Malacateco
| 15 de mayo de 2019 12:00 | Malacateco                        | 2:2 (1:0) | Cobán Imperial                       | Estadio Santa Lucía, Malacatán |                                |
|                          | José Longo 20' · Enzo Herrera 53' | Reporte   | 51' Wilson Godoy · 59' Danilo Guerra | Asistencia: 1 245 espectadores | Asistencia: 1 245 espectadores |

| 18 de mayo de 2019 | Cobán Imperial | 0:1 (0:0) | Malacateco       | Estadio José Ángel Rossi, Cobán |                                |
|                    |                | Reporte   | 76' Enzo Herrera | Asistencia: 8 545 espectadores  | Asistencia: 8 545 espectadores |

## Final

### Ida
| 52    | POR   | Manuel Sosa       |     |
| 22    | DEF   | Edwin Fuentes     |     |
| 3     | DEF   | Wilson Lalin      | 16' |
| 24    | DEF   | Orlando Osorio    |     |
| 5     | MED   | Kevin Ruiz        |     |
| 7     | MED   | Maynor de León    | 55' |
| 26    | MED   | Jonathan García   | 71' |
| 77    | MED   | José Javier Longo |     |
| 32    | MED   | Claudio Innella   |     |
| 27    | DEL   | Enzo Herrera      |     |
| 11    | DEL   | Edward Santeliz   |     |
| D. T. | D. T. | Rónald Gómez      |     |

| 1     | POR   | Adrián De Lemos       |     |
| 4     | DEF   | Juan Osorio           |     |
| 6     | DEF   | José Carlos Pinto     |     |
| 3     | DEF   | José Mena Alfaro      |     |
| 7     | DEF   | Andrés Lezcano        |     |
| 23    | MED   | José Manuel Contreras |     |
| 5     | MED   | Marco Domínguez       |     |
| 25    | MED   | Pablo Mingorance      | 57' |
| 13    | MED   | Alejandro Galindo     | 49' |
| 9     | DEL   | Anllel Porras         |     |
| 11    | DEL   | Agustín Herrera       | 85' |
| D. T. | D. T. | Juan Antonio Torres   |     |

| 89 | DEL | Juan José Valenzuela | 16' |
| 99 | DEF | Fredy López          | 55' |
| 88 | DEL | Ángelo Padilla       | 71' |

| 26 | DEF | Cristian Jiménez  | 49' |
| 10 | MED | Pablo Aguilar     | 57' |
| 17 | DEF | Oscar Castellanos | 85' |

| 28' | Alejandro Galindo |  |

| 62' · 87' | Edward Santeliz Kevin Ruiz |

| 70' | José Manuel Contreras |

| Principal  | Bryan López         |
| Asistentes | Gerson López        |
|            | Constantino Álvarez |
| Cuarto     | Marlon Sarceño      |

|  |                    |     |     |
|  | Tiros              | 8   | 8   |
|  | Tiros a puerta     | 1   | 2   |
|  | Faltas             | 7   | 5   |
|  | Saques de esquina  | 1   | 3   |
|  | Fueras de juego    | 1   | 1   |
|  | Posesión del balón | 55% | 45% |

| 52    | POR   | Manuel Sosa       |     |
| 22    | DEF   | Edwin Fuentes     |     |
| 3     | DEF   | Wilson Lalin      | 16' |
| 24    | DEF   | Orlando Osorio    |     |
| 5     | MED   | Kevin Ruiz        |     |
| 7     | MED   | Maynor de León    | 55' |
| 26    | MED   | Jonathan García   | 71' |
| 77    | MED   | José Javier Longo |     |
| 32    | MED   | Claudio Innella   |     |
| 27    | DEL   | Enzo Herrera      |     |
| 11    | DEL   | Edward Santeliz   |     |
| D. T. | D. T. | Rónald Gómez      |     |

| 1     | POR   | Adrián De Lemos       |     |
| 4     | DEF   | Juan Osorio           |     |
| 6     | DEF   | José Carlos Pinto     |     |
| 3     | DEF   | José Mena Alfaro      |     |
| 7     | DEF   | Andrés Lezcano        |     |
| 23    | MED   | José Manuel Contreras |     |
| 5     | MED   | Marco Domínguez       |     |
| 25    | MED   | Pablo Mingorance      | 57' |
| 13    | MED   | Alejandro Galindo     | 49' |
| 9     | DEL   | Anllel Porras         |     |
| 11    | DEL   | Agustín Herrera       | 85' |
| D. T. | D. T. | Juan Antonio Torres   |     |

| 89 | DEL | Juan José Valenzuela | 16' |
| 99 | DEF | Fredy López          | 55' |
| 88 | DEL | Ángelo Padilla       | 71' |

| 26 | DEF | Cristian Jiménez  | 49' |
| 10 | MED | Pablo Aguilar     | 57' |
| 17 | DEF | Oscar Castellanos | 85' |

| 28' | Alejandro Galindo |  |

| 62' · 87' | Edward Santeliz Kevin Ruiz |

| 70' | José Manuel Contreras |

| Principal  | Bryan López         |
| Asistentes | Gerson López        |
|            | Constantino Álvarez |
| Cuarto     | Marlon Sarceño      |

|  |                    |     |     |
|  | Tiros              | 8   | 8   |
|  | Tiros a puerta     | 1   | 2   |
|  | Faltas             | 7   | 5   |
|  | Saques de esquina  | 1   | 3   |
|  | Fueras de juego    | 1   | 1   |
|  | Posesión del balón | 55% | 45% |

| 52    | POR   | Manuel Sosa       |     |
| 22    | DEF   | Edwin Fuentes     |     |
| 3     | DEF   | Wilson Lalin      | 16' |
| 24    | DEF   | Orlando Osorio    |     |
| 5     | MED   | Kevin Ruiz        |     |
| 7     | MED   | Maynor de León    | 55' |
| 26    | MED   | Jonathan García   | 71' |
| 77    | MED   | José Javier Longo |     |
| 32    | MED   | Claudio Innella   |     |
| 27    | DEL   | Enzo Herrera      |     |
| 11    | DEL   | Edward Santeliz   |     |
| D. T. | D. T. | Rónald Gómez      |     |

| 1     | POR   | Adrián De Lemos       |     |
| 4     | DEF   | Juan Osorio           |     |
| 6     | DEF   | José Carlos Pinto     |     |
| 3     | DEF   | José Mena Alfaro      |     |
| 7     | DEF   | Andrés Lezcano        |     |
| 23    | MED   | José Manuel Contreras |     |
| 5     | MED   | Marco Domínguez       |     |
| 25    | MED   | Pablo Mingorance      | 57' |
| 13    | MED   | Alejandro Galindo     | 49' |
| 9     | DEL   | Anllel Porras         |     |
| 11    | DEL   | Agustín Herrera       | 85' |
| D. T. | D. T. | Juan Antonio Torres   |     |

| 89 | DEL | Juan José Valenzuela | 16' |
| 99 | DEF | Fredy López          | 55' |
| 88 | DEL | Ángelo Padilla       | 71' |

| 26 | DEF | Cristian Jiménez  | 49' |
| 10 | MED | Pablo Aguilar     | 57' |
| 17 | DEF | Oscar Castellanos | 85' |

| 28' | Alejandro Galindo |  |

| 62' · 87' | Edward Santeliz Kevin Ruiz |

| 70' | José Manuel Contreras |

| Principal  | Bryan López         |
| Asistentes | Gerson López        |
|            | Constantino Álvarez |
| Cuarto     | Marlon Sarceño      |

|  |                    |     |     |
|  | Tiros              | 8   | 8   |
|  | Tiros a puerta     | 1   | 2   |
|  | Faltas             | 7   | 5   |
|  | Saques de esquina  | 1   | 3   |
|  | Fueras de juego    | 1   | 1   |
|  | Posesión del balón | 55% | 45% |

| 52    | POR   | Manuel Sosa       |     |
| 22    | DEF   | Edwin Fuentes     |     |
| 3     | DEF   | Wilson Lalin      | 16' |
| 24    | DEF   | Orlando Osorio    |     |
| 5     | MED   | Kevin Ruiz        |     |
| 7     | MED   | Maynor de León    | 55' |
| 26    | MED   | Jonathan García   | 71' |
| 77    | MED   | José Javier Longo |     |
| 32    | MED   | Claudio Innella   |     |
| 27    | DEL   | Enzo Herrera      |     |
| 11    | DEL   | Edward Santeliz   |     |
| D. T. | D. T. | Rónald Gómez      |     |

| 1     | POR   | Adrián De Lemos       |     |
| 4     | DEF   | Juan Osorio           |     |
| 6     | DEF   | José Carlos Pinto     |     |
| 3     | DEF   | José Mena Alfaro      |     |
| 7     | DEF   | Andrés Lezcano        |     |
| 23    | MED   | José Manuel Contreras |     |
| 5     | MED   | Marco Domínguez       |     |
| 25    | MED   | Pablo Mingorance      | 57' |
| 13    | MED   | Alejandro Galindo     | 49' |
| 9     | DEL   | Anllel Porras         |     |
| 11    | DEL   | Agustín Herrera       | 85' |
| D. T. | D. T. | Juan Antonio Torres   |     |

| 89 | DEL | Juan José Valenzuela | 16' |
| 99 | DEF | Fredy López          | 55' |
| 88 | DEL | Ángelo Padilla       | 71' |

| 26 | DEF | Cristian Jiménez  | 49' |
| 10 | MED | Pablo Aguilar     | 57' |
| 17 | DEF | Oscar Castellanos | 85' |

| 28' | Alejandro Galindo |  |

| 62' · 87' | Edward Santeliz Kevin Ruiz |

| 70' | José Manuel Contreras |

| Principal  | Bryan López         |
| Asistentes | Gerson López        |
|            | Constantino Álvarez |
| Cuarto     | Marlon Sarceño      |

|  |                    |     |     |
|  | Tiros              | 8   | 8   |
|  | Tiros a puerta     | 1   | 2   |
|  | Faltas             | 7   | 5   |
|  | Saques de esquina  | 1   | 3   |
|  | Fueras de juego    | 1   | 1   |
|  | Posesión del balón | 55% | 45% |

#### Vuelta
| 1     | POR   | Adrián De Lemos          |     |
| 4     | DEF   | Juan Osorio              |     |
| 6     | DEF   | José Carlos Pinto        |     |
| 3     | DEF   | José Mena Alfaro         |     |
| 23    | DEF   | Cristian Jiménez         |     |
| 7     | MED   | Andrés Lezcano           |     |
| 23    | MED   | José Manuel Contreras    |     |
| 25    | MED   | Pablo Mingorance         | 85' |
| 13    | MED   | Alejandro Miguel Galindo | 64' |
| 9     | DEL   | Anllel Porras            | 53' |
| 11    | DEL   | Agustín Herrera          |     |
| D. T. | D. T. | Juan Antonio Torres      |     |

| 55    | POR   | Manuel Sosa           |     |
| 19    | DEF   | Sixto Betancourt      |     |
| 4     | DEF   | José Castañeda        | 89' |
| 22    | DEF   | Edwin Fuentes         | 79' |
| 24    | MED   | Orlando Osorio        |     |
| 5     | MED   | Kevin Ruiz            |     |
| 14    | MED   | Jorge Sánchez Laparra |     |
| 77    | MED   | José Javier Longo     |     |
| 32    | MED   | Claudio Innella       | 60' |
| 8     | DEL   | Kenny Cunningham      |     |
| 11    | DEL   | Edward Santeliz       |     |
| D. T. | D. T. | Rónald Gómez          |     |

| 10 | MED | Pablo Aguilar   | 53' |
| 5  | MED | Marco Domínguez | 64' |
| 77 | MED | Jairo Arreola   | 85' |

| 7  | MED | Maynor de León       | 60' |
| 89 | DEL | Juan José Valenzuela | 79' |
| 88 | DEL | Ángelo Padilla       | 89' |

| 81' | Marco Domínguez | 1-0 |

| 17' · 47' · 86' | José Manuel Contreras Pablo Mingorance Marco Domínguez |

| 23' 78' · 31' · 42' · | Edward Santeliz José Castañeda Kenny Cunningham |

| 46' · 76' | José Javier Longo Edward Santeliz |

| Principal  | Óscar Reyna   |
| Asistentes | Daniel Tipaz  |
|            | Luis Ventura  |
| Cuarto     | Armando Reyna |

|  |                    |     |     |
|  | Tiros              | 3   | 1   |
|  | Tiros a puerta     | 2   | 0   |
|  | Faltas             | 8   | 10  |
|  | Saques de esquina  | 3   | 1   |
|  | Fueras de juego    | 0   | 0   |
|  | Posesión del balón | 55% | 45% |

| 1     | POR   | Adrián De Lemos          |     |
| 4     | DEF   | Juan Osorio              |     |
| 6     | DEF   | José Carlos Pinto        |     |
| 3     | DEF   | José Mena Alfaro         |     |
| 23    | DEF   | Cristian Jiménez         |     |
| 7     | MED   | Andrés Lezcano           |     |
| 23    | MED   | José Manuel Contreras    |     |
| 25    | MED   | Pablo Mingorance         | 85' |
| 13    | MED   | Alejandro Miguel Galindo | 64' |
| 9     | DEL   | Anllel Porras            | 53' |
| 11    | DEL   | Agustín Herrera          |     |
| D. T. | D. T. | Juan Antonio Torres      |     |

| 55    | POR   | Manuel Sosa           |     |
| 19    | DEF   | Sixto Betancourt      |     |
| 4     | DEF   | José Castañeda        | 89' |
| 22    | DEF   | Edwin Fuentes         | 79' |
| 24    | MED   | Orlando Osorio        |     |
| 5     | MED   | Kevin Ruiz            |     |
| 14    | MED   | Jorge Sánchez Laparra |     |
| 77    | MED   | José Javier Longo     |     |
| 32    | MED   | Claudio Innella       | 60' |
| 8     | DEL   | Kenny Cunningham      |     |
| 11    | DEL   | Edward Santeliz       |     |
| D. T. | D. T. | Rónald Gómez          |     |

| 10 | MED | Pablo Aguilar   | 53' |
| 5  | MED | Marco Domínguez | 64' |
| 77 | MED | Jairo Arreola   | 85' |

| 7  | MED | Maynor de León       | 60' |
| 89 | DEL | Juan José Valenzuela | 79' |
| 88 | DEL | Ángelo Padilla       | 89' |

| 81' | Marco Domínguez | 1-0 |

| 17' · 47' · 86' | José Manuel Contreras Pablo Mingorance Marco Domínguez |

| 23' 78' · 31' · 42' · | Edward Santeliz José Castañeda Kenny Cunningham |

| 46' · 76' | José Javier Longo Edward Santeliz |

| Principal  | Óscar Reyna   |
| Asistentes | Daniel Tipaz  |
|            | Luis Ventura  |
| Cuarto     | Armando Reyna |

|  |                    |     |     |
|  | Tiros              | 3   | 1   |
|  | Tiros a puerta     | 2   | 0   |
|  | Faltas             | 8   | 10  |
|  | Saques de esquina  | 3   | 1   |
|  | Fueras de juego    | 0   | 0   |
|  | Posesión del balón | 55% | 45% |

| 1     | POR   | Adrián De Lemos          |     |
| 4     | DEF   | Juan Osorio              |     |
| 6     | DEF   | José Carlos Pinto        |     |
| 3     | DEF   | José Mena Alfaro         |     |
| 23    | DEF   | Cristian Jiménez         |     |
| 7     | MED   | Andrés Lezcano           |     |
| 23    | MED   | José Manuel Contreras    |     |
| 25    | MED   | Pablo Mingorance         | 85' |
| 13    | MED   | Alejandro Miguel Galindo | 64' |
| 9     | DEL   | Anllel Porras            | 53' |
| 11    | DEL   | Agustín Herrera          |     |
| D. T. | D. T. | Juan Antonio Torres      |     |

| 55    | POR   | Manuel Sosa           |     |
| 19    | DEF   | Sixto Betancourt      |     |
| 4     | DEF   | José Castañeda        | 89' |
| 22    | DEF   | Edwin Fuentes         | 79' |
| 24    | MED   | Orlando Osorio        |     |
| 5     | MED   | Kevin Ruiz            |     |
| 14    | MED   | Jorge Sánchez Laparra |     |
| 77    | MED   | José Javier Longo     |     |
| 32    | MED   | Claudio Innella       | 60' |
| 8     | DEL   | Kenny Cunningham      |     |
| 11    | DEL   | Edward Santeliz       |     |
| D. T. | D. T. | Rónald Gómez          |     |

| 10 | MED | Pablo Aguilar   | 53' |
| 5  | MED | Marco Domínguez | 64' |
| 77 | MED | Jairo Arreola   | 85' |

| 7  | MED | Maynor de León       | 60' |
| 89 | DEL | Juan José Valenzuela | 79' |
| 88 | DEL | Ángelo Padilla       | 89' |

| 81' | Marco Domínguez | 1-0 |

| 17' · 47' · 86' | José Manuel Contreras Pablo Mingorance Marco Domínguez |

| 23' 78' · 31' · 42' · | Edward Santeliz José Castañeda Kenny Cunningham |

| 46' · 76' | José Javier Longo Edward Santeliz |

| Principal  | Óscar Reyna   |
| Asistentes | Daniel Tipaz  |
|            | Luis Ventura  |
| Cuarto     | Armando Reyna |

|  |                    |     |     |
|  | Tiros              | 3   | 1   |
|  | Tiros a puerta     | 2   | 0   |
|  | Faltas             | 8   | 10  |
|  | Saques de esquina  | 3   | 1   |
|  | Fueras de juego    | 0   | 0   |
|  | Posesión del balón | 55% | 45% |

| 1     | POR   | Adrián De Lemos          |     |
| 4     | DEF   | Juan Osorio              |     |
| 6     | DEF   | José Carlos Pinto        |     |
| 3     | DEF   | José Mena Alfaro         |     |
| 23    | DEF   | Cristian Jiménez         |     |
| 7     | MED   | Andrés Lezcano           |     |
| 23    | MED   | José Manuel Contreras    |     |
| 25    | MED   | Pablo Mingorance         | 85' |
| 13    | MED   | Alejandro Miguel Galindo | 64' |
| 9     | DEL   | Anllel Porras            | 53' |
| 11    | DEL   | Agustín Herrera          |     |
| D. T. | D. T. | Juan Antonio Torres      |     |

| 55    | POR   | Manuel Sosa           |     |
| 19    | DEF   | Sixto Betancourt      |     |
| 4     | DEF   | José Castañeda        | 89' |
| 22    | DEF   | Edwin Fuentes         | 79' |
| 24    | MED   | Orlando Osorio        |     |
| 5     | MED   | Kevin Ruiz            |     |
| 14    | MED   | Jorge Sánchez Laparra |     |
| 77    | MED   | José Javier Longo     |     |
| 32    | MED   | Claudio Innella       | 60' |
| 8     | DEL   | Kenny Cunningham      |     |
| 11    | DEL   | Edward Santeliz       |     |
| D. T. | D. T. | Rónald Gómez          |     |

| 10 | MED | Pablo Aguilar   | 53' |
| 5  | MED | Marco Domínguez | 64' |
| 77 | MED | Jairo Arreola   | 85' |

| 7  | MED | Maynor de León       | 60' |
| 89 | DEL | Juan José Valenzuela | 79' |
| 88 | DEL | Ángelo Padilla       | 89' |

| 81' | Marco Domínguez | 1-0 |

| 17' · 47' · 86' | José Manuel Contreras Pablo Mingorance Marco Domínguez |

| 23' 78' · 31' · 42' · | Edward Santeliz José Castañeda Kenny Cunningham |

| 46' · 76' | José Javier Longo Edward Santeliz |

| Principal  | Óscar Reyna   |
| Asistentes | Daniel Tipaz  |
|            | Luis Ventura  |
| Cuarto     | Armando Reyna |

|  |                    |     |     |
|  | Tiros              | 3   | 1   |
|  | Tiros a puerta     | 2   | 0   |
|  | Faltas             | 8   | 10  |
|  | Saques de esquina  | 3   | 1   |
|  | Fueras de juego    | 0   | 0   |
|  | Posesión del balón | 55% | 45% |

| Campeón - Clausura 2019     |
|                             |
| Antigua Guatemala 4° Título |

## Tabla acumulada
|                                                                             | Pos. | Equipos        | PJ | PG | PE | PP | GF | GC | Dif. | PTS | Clasificación                             |
| --------------------------------------------------------------------------- | ---- | -------------- | -- | -- | -- | -- | -- | -- | ---- | --- | ----------------------------------------- |
|                                                                             | 1º   | Guastatoya     | 44 | 22 | 13 | 9  | 61 | 27 | +34  | 79  | Primera ronda de la Liga Concacaf 2019    |
|                                                                             | 2º   | Comunicaciones | 44 | 22 | 11 | 11 | 60 | 30 | +30  | 77  | Ronda preliminar de la Liga Concacaf 2019 |
|                                                                             | 3º   | Cobán Imperial | 44 | 22 | 10 | 12 | 63 | 45 | +18  | 76  |                                           |
|                                                                             | 4º   | Antigua GFC    | 44 | 21 | 12 | 11 | 57 | 44 | +13  | 75  | Ronda preliminar de la Liga Concacaf 2019 |
|                                                                             | 5º   | Malacateco     | 44 | 21 | 11 | 12 | 62 | 52 | +10  | 74  |                                           |
|                                                                             | 6º   | Xelajú MC      | 44 | 19 | 12 | 13 | 55 | 42 | +13  | 69  |                                           |
|                                                                             | 7º   | Municipal      | 44 | 18 | 10 | 16 | 63 | 52 | +11  | 64  |                                           |
|                                                                             | 8º   | Siquinalá      | 44 | 14 | 14 | 16 | 54 | 57 | -3   | 56  |                                           |
|                                                                             | 9°   | Iztapa         | 44 | 13 | 11 | 20 | 44 | 56 | -12  | 50  |                                           |
|                                                                             | 10º  | Sanarate       | 44 | 11 | 9  | 24 | 43 | 73 | -30  | 42  |                                           |
|                                                                             | 11º  | Chiantla       | 44 | 10 | 11 | 23 | 36 | 63 | -27  | 41  | Primera División 2019-20                  |
|                                                                             | 12º  | Petapa         | 44 | 5  | 8  | 31 | 30 | 90 | -60  | 23  | Primera División 2019-20                  |
| Petapa descendió con el peor desempeño en la historia de los torneos cortos |      |                |    |    |    |    |    |    |      |     |                                           |